# Retrogradacja skrobi
Retrogradacja skrobi – zjawisko polegające na przemianie formy spiralnej skrobi w liniową i porządkowaniu się wyprostowanych łańcuchów amylozy w zwarte micele, których strukturę stabilizują wiązania wodorowe, tworzące się między grupami hydroksylowymi cząsteczek skrobi położonych blisko siebie. 
Proces retrogradacji jest szczególną cechą kleików i żeli skrobiowych. Tendencję do retrogradacji wykazują przede wszystkim żele zawierające duże ilości amylozy. Natomiast amylopektyna, ze względu na jej rozgałęzioną strukturę, hamuje retrogradację.
Powstające w czasie retrogradacji agregaty (micele) są nierozpuszczalne w zimnej wodzie i wydzielają się one z kleików skrobiowych w formie dendrytów. Konsekwencją procesu retrogradacji jest zmniejszenie przestrzeni międzycząsteczkowych, co prowadzi do eliminacji wody z makrostruktury kleiku lub żelu i odwodnienia tego materiału (synerezy).

## Znaczenie
Retrogradacja skrobi w przemyśle spożywczym może być zjawiskiem niekorzystnym lub pożądanym (i bywa wtedy stosowana celowo).
- Ze względu na to, że retrogradacja prowadzi do synerezy, która jest przejawem istotnych zmian struktury kleiku, jest ona zjawiskiem niepożądanym (szczególnie, gdy wymagana jest duża stabilność produktu spożywczego, np. w czasie zamrażania i odmrażania)[2]. Retrogradacja powoduje także czerstwienie pieczywa i zmianę konsystencji żywności[2][3][4][5]. Jest ona również zjawiskiem niekorzystnym w czasie prowadzenia enzymatycznej hydrolizy skrobi, gdyż zmniejsza podatność skrobi na działanie enzymów amylolitycznych, powoduje zmętnienia i może utrudniać filtrację (przy wyższym stopniu hydrolizy)[5].

- Jako zjawisko pożądane, retrogradację wykorzystuje się przy produkcji purée ziemniaczanego, w celu nadania mu odpowiedniej sypkości[2][5].

| Badana żywność                                               | IG       |
| ------------------------------------------------------------ | -------- |
| Gotowane ziemniaki                                           | 89 ± 7.2 |
| Gotowane ziemniaki, schłodzone przez 18h i zjedzone na zimno | 56 ± 5.2 |
| Frytki                                                       | 63 ± 5.5 |

## Czynniki sprzyjające i przeciwdziałające retrogradacji
Podatność skrobi na retrogradację zależy od jej pochodzenia botanicznego. Proces retrogradacji zachodzi szybciej w przypadku skrobi zbożowych, niż skrobi z roślin bulwiastych. Najbardziej podatna na retrogradację jest skrobia ziemniaczana, w mniejszym stopniu skrobie kukurydziana i pszenna, a najmniej - skrobia kukurydziana woskowa. Różna podatność poszczególnych skrobi na retrogradację  wiąże się z ich właściwościami, takimi jak na przykład ziarnistość, kształt i wielkość ziarenek skrobiowych, struktura powierzchniowa, a także zawartość amylozy i składników nieskrobiowych.
Do czynników sprzyjających zachodzeniu zjawiska retrogradacji należy między innymi wysokie stężenie amylozy, duża zawartość związków wiążących wodę krystalizacyjną oraz niska temperatura (szczególnie około 0 °C). Retrogradacja zachodzi szybciej także w czasie enzymatycznej hydrolizy skrobi, co wiąże się prawdopodobnie ze zmniejszeniem lepkości kleiku i zanikiem mniejszych makrocząsteczek, tworzących ochronny układ koloidalny przed zredukowaniem większych cząsteczek do wielkości nieulegających retrogradacji. Tempo retrogradacji zwiększają również jony fluorowców oraz kationy potasu, litu i sodu.
Związkami przeciwdziałającymi retrogradacji są emulgatory.